# Маріо Чеккі Горі
Маріо Чеккі Горі (італ. Mario Cecchi Gori, 21 березня 1920, Брешія, Італія — 5 листопада 1993, Рим, Італія) — італійський кінопродюсер і підприємець. Засновник кінокомпанії Cecchi Gori Group. З 1990 по 1993 рік власник і президент футбольного клубу «Фіорентина».

## Біографія

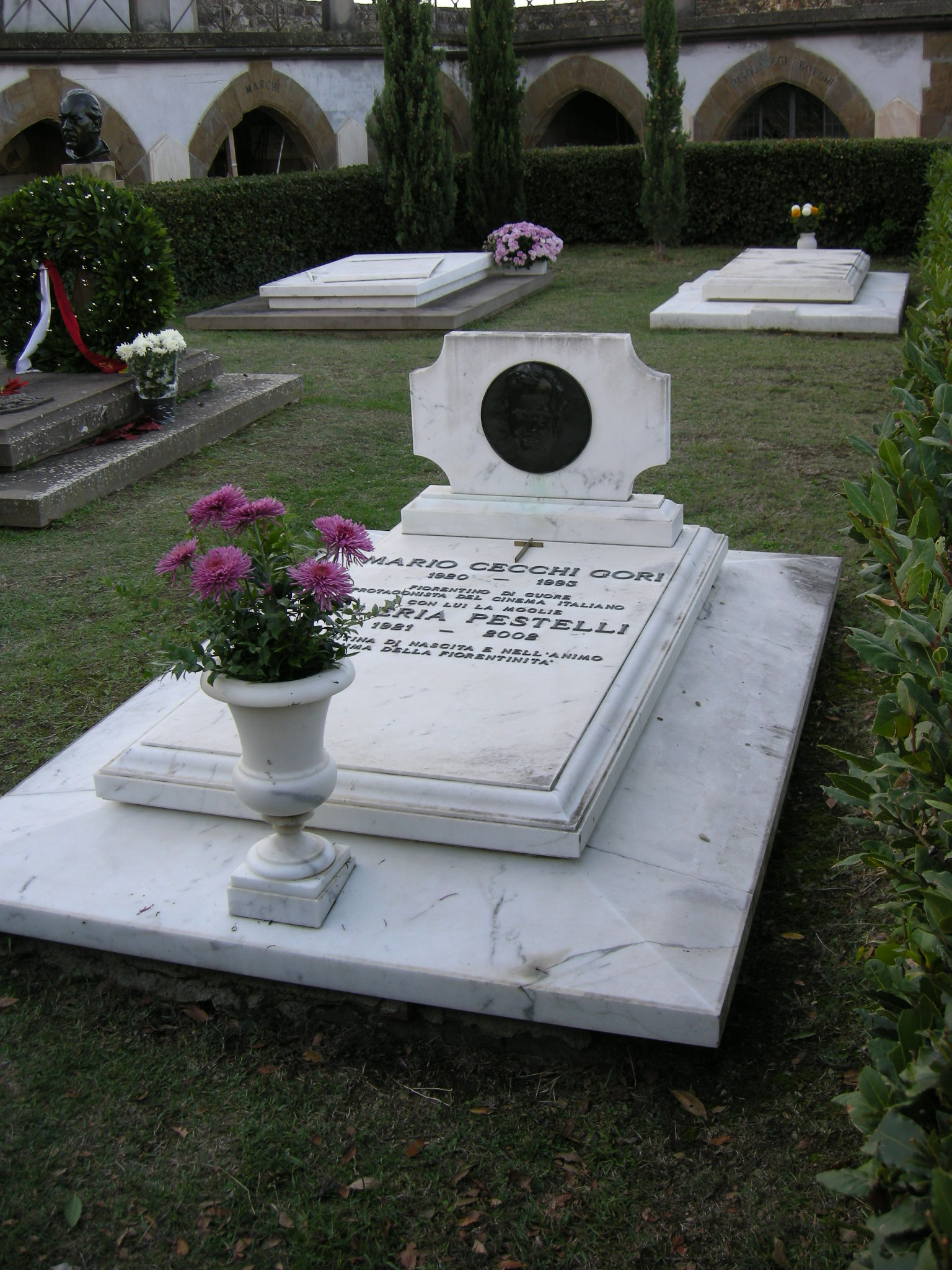
Могила Маріо Чеккі Горі і його дружини Валерії

Народився в 1920 році в місті Брешія в Ломбардії на півночі Італії. Навчався на факультеті Флорентійського університету. У 1948 році переїхав жити в Рим.

### Кар'єра кінопродюсера
Кар'єру кінопродюсера почав в 1950-х роках, фінансуючи роботи режисерів — основоположників жанру італійської комедії: Діно Різі (у фільмах «Актор», «Обгін», «Чудовиська», «Тигр»); Маріо Монічеллі («Армія Бранкалеоне» «Бранкалеоне у хрестових походах»); Етторе Сколи («Дозвольте поговорити про жінок»); Луїджі Дзампи («Загальний протест») Лучано Сальче («Досить витріщатися»).
Також співпрацював з відомими режисерами, такими як Стено (комедії «Тото на Місяці» і «Шахраї»), Даміано Даміані (трилери «Слідство закінчено, забудьте», «Чому вбивають суддів?», «Людина на колінах»)
У 1970-1980-х роках був продюсером популярних кінокомедій з участю Адріано Челентано: «Блеф», «Сінг-сінг», режисера Серджо Корбуччі; «Оксамитові ручки», «Приборкання норовистого», «Шалено закоханий», «Гранд-готель „Ексельсіор“», «Буркун», режисерського дуету Кастеллано і Піполо; «Бінго-Бонго» (реж. Паскуале Феста Кампаніле), «Він гірше за мене» (реж. Енріко Олдоїні).
З 1980 року Чеккі Горі починає постійно працювати в парі зі своїми сином Вітторіо Чеккі Горі, який пішов по стопах батька і також став успішним кінопродюсером.
Однією з останніх робіт Маріо Чеккі Горі став фільм «Поштар», британського режисера Майкла Редфорда, що вийшов на екрани в 1994 році, вже після смерті продюсера. За цю картину Чеккі Горі був посмертно номінований на «Оскар» за найкращий фільм року та удостоєний премії BAFTA (за найкращий неангломовний фільм).
Помер 5 листопада 1993 року в Римі, на 74-му році життя від серцевого нападу. Покоїться в одній могилі зі своєю дружиною Валерією (померла в 2002 році) на монументальному кладовищі Порте-Санте, розташованому в укріпленому бастіоні монастирського комплексу Сан-Мініато аль-Монте у Флоренції.

### Президент «Фіорентини»
У 1990 році сім'я Чеккі Горі придбала флорентійський футбольний клуб «Фіорентіна», Маріо Чеккі Горі обійняв посаду президента клубу і керував ним до своєї смерті в 1993 році.
Його син Вітторіо успадкував президентство «Фіорентиною». В пам'ять про батька він заснував «Меморіал імені Маріо Чеккі Горі» — футбольний турнір за участю «Фіорентини» і двох інших італійських або іноземних футбольних клубів, що проводився щорічно в влітку з 1994 по 2000 рік на стадіоні «Артеміо Франкі».

## Нагороди та номінації
Премія «Оскар»
- 1996 — Найкращий фільм року — «Листоноша» (номінація (посмертно), разом із Вітторіо Чеккі Горі і Гаетано Даніелем)

Премія BAFTA
- 1996 — Кращий неангломовний фільм — «Поштар» (нагорода (посмертно), спільно з Вітторіо Чекки Горі, Гаетано Даніелем і Майклом Рэдфордом)

«Премія Давід ді Донателло»'
- 1964 — Targa d'oro (нагорода)
- 1967 — Кращий продюсер — « Тигр» («'нагорода»')
- 1971 — David Speciale («'нагорода»')
- 1972 — Кращий фільм — «Така незвичайна любов» («'нагорода»')
- 1980 — Кращий продюсер — «Оксамитові ручки» («'нагорода»')
- 1990 — Кращий продюсер — " Турне " (італ.) («'нагорода»', спільно з Вітторіо Чекки Горі і Джанні Мінервіні)
- 1990 — найкращий продюсер «Голос Місяця» номінація, спільно з Вітторіо Чеккі Горі).
- 1991 — — найкращий продюсер — «Середземне море» номінація, спільно з Вітторіо Чеккі Горі і Джанні Мінервіні)
- 1991 — David alla carriera (нагорода)

«Премія Європейської кіноакадемії»
- 1994 — Найкращий європейський фільм — «Ламерика» (нагорода (посмертно), спільно з Вітторіо Чеккі Горі і Джанні Амеліо)[8]

«Премія Гільдії продюсерів США»
- 1996 — Найкращий продюсер кінофільму — «Поштар» (номінація (посмертно), спільно з Вітторіо Чеккі Горі і Гаетано Даніелем)[9]